# 甲子園口幼稚園
甲子園口幼稚園（こうしえんぐちようちえん）は、兵庫県西宮市にある私立幼稚園。学校法人渦尻学園（うずしりがくえん）が運営する。

## 所在地・交通
- 663-8113　兵庫県西宮市甲子園口四丁目19番16号
- JR西日本JR神戸線 甲子園口駅下車徒歩10分